# Andreas Galk
Andreas Galk (* 7. November 1970) ist ein deutscher Kinder- und Jugendbuchautor, der auch Bühnenstücke für das Kinder- und Jugendtheater verfasste. Er zählt zu den Preisträgern des deutschen Phantastikpreises 2019.

## Biografie
Galk graduierte in Bonn als Archäologe. Nach dem Studium arbeitete er drei Jahre lang als Tourneeleiter für eine deutsche Agentur und begleitete Theater- und Orchesterproduktionen. Ab dem Jahr 2000 wandte er sich dem Schreiben zu, zunächst als freier Journalist und ab 2002 als Theaterautor. Seine Themen sind vor allem Mobbing, Missbrauch, Kinderhandel, Strafvollzug bei Jugendlichen oder der Umgang mit Satanismus.
2009 wurde sein Theaterstück Fragile – Vorsicht Zerbrechlich, in dem es um häuslichen Missbrauch und sexuelle Gewalt an Kindern geht, mit einem Förderpreis des Deutschen Kinderschutzbundes ausgezeichnet und für den Einsatz im Schulunterricht verfilmt. Das Manuskript dieses Werks steht im Rahmen des Fragile-Projekts auf verschiedenen Internetseiten kostenlos zum Download bereit.
Galks Stücke werden im deutschsprachigen Raum aufgeführt.
Galks jüngste Veröffentlichungen sind die Hörspielreihe Der Kreuzzug der Kinder (2023) und die Romanfassung seines Theaterstücks Alles wird gut, die unter dem Titel Gehorche mir und tu was du willst 2012 im Autumnus Verlag erschien. Sein Theaterstück Das Camp wurde 2014 in der Kategorie „beste Produktion“ im Rahmen des Internationalen Jugendtheaterpreises der Reiman Akademie, den Papageno-Award, mit einem Goldenen Vogel ausgezeichnet und gelangte schließlich zur Aufführung am Wiener Burgtheater. Eine Neuinszenierung des Stücks wurde 2017 im Rahmen der Schul- und Jugendtheatertage des Theaters Hagen in der Kategorie „Jugend I“ ebenfalls mit dem ersten Preis ausgezeichnet. Mit seiner Kurzgeschichte Wisteria gewann Galk 2018 im Anthologie-Contest des SadWolf-Verlags in der Sparte „Noir History“. Die Anthologie der Gewinnertitel, Noir 1, gewann als beste deutsche Anthologie den deutschen Phantastikpreis 2019. Galks Hörspiel Alone@Home wurde 2021 im Rahmen der Chemnitzer Hörspielinsel, ein Wettbewerb für nicht-kommerzielle Hörspiele, geehrt. 2022 erreichte er dort mit seinem Hörspiel Fay – Das Geheimnis von Glaston Castle den zweiten Platz in der Kategorie Langhörspiel.
Seit Sommer 2019 leiht Galk außerdem dem wöchentlich erscheinenden deutschsprachigen Audiopodcast Yggdrasil-Tapes seine Stimme. In der Zeit der Coronapandemie 2020 veröffentlichte Galk in Zusammenarbeit mit dem Studiomusiker Christoph Cremer das im Internet frei zugängliche Hörspiel Schmuddelkinder mit zahlreichen Kindern und Jugendlichen, die ihre Stimmen zuvor einzeln zu Hause aufgenommen hatten.

## Werke

### Theaterstücke
- Schuld. 2006
- Was heißt denn hier normal?. 2006
- Fragile – Vorsicht zerbrechlich. 2007
- Schmuddelkinder. 2008
- Shakespearesque. 2008
- Alles wird gut. 2009
- JoJo und die Wunschfee. 2010
- Das Camp. 2010
- Das Haus im Wald. 2011
- RauschEngel. 2012
- Ein BISSchen anders … Kleine Vampire. 2013
- Das Mädchen. 2015
- Die Insel. 2016
- Cosmas Taverne. 2017
- Barry Butter und die doppelte Henriette. 2017
- Die wunderbare Welt der Mrs. Flinder. 2019
- Alone @ Home – Eine Fernsehshow für die ganze Familie. 2019
- Popstars. 2021
- TriTraTrullala – Hier kommt Santa Claudia. 2022

### Bücher
- Schuld. Friedas Tagebuch. Books on Demand, Norderstedt 2008, ISBN 978-3-8370-2569-9.
- FRAGILE. Vorsicht Zerbrechlich. Books on Demand, Norderstedt 2009, ISBN 978-3-8370-2083-0.
- Schmuddelkinder. Tredition, Hamburg 2010, ISBN 978-3-86850-736-2.
- Campkids. Jugendthriller. Autumnus-Verlag, Berlin 2012, ISBN 978-3-938531-57-0.
- Fay – Das Geheimnis von Glaston Castle. Autumnus-Verlag, Berlin 2012, ISBN 978-3-938531-75-4.
- Gehorche mir … und tu was du willst. Autumnus-Verlag, Berlin 2012, ISBN 978-3-938531-98-3.
- TriTraTrullala - Jetzt kommt Santa Claudia. Epubli-Verlag, Berlin 2024, ISBN 978-3-758457-04-3

### Monografien
- Die Rezeption der oberbergischen Geschichte und Archäologie in der Heimatliteratur. Eine Literaturanalyse zwischen Altsteinzeit und Frühmittelalter. Grin Verlag, München 2008, ISBN 978-3-638-93879-2.
- Ethnogenese und Kulturwandel – Der Versuch einer Begriffsklärung. Grin Verlag, München 2008, ISBN 978-3-638-95068-8.
- Nike von der Athena-Trabantin zur Siegesgöttin. Grin Verlag, München 2010, ISBN 978-3-640-54512-4.

### Anthologien
- Buxtehude. Eine Stadt schreibt ein Buch. Verlag Atelier im Bauernhaus, Fischerhude 2012, ISBN 978-3-88132-353-6. (mit Alexandra Kui, Martin Jenssen, Anna-Kathrin Warner, Dietrich Alsdorf, Horst Niebuhr und anderen)
- Buxtehude schreibt ein Buch. Band 2, Verlag Atelier im Bauernhaus, Fischerhude 2013, ISBN 978-3-88132-385-7.
- Noir Anthologie 1. SadWolf-Verlag, Bremen 2018, ISBN 978-3-946446-75-0.

### Hörbücher und Hörspiele
- Wisteria, deepwater, 2019
- Schmuddelkinder, deepwater, 2020
- Barry Butter und die doppelte Henriette, deepwater, 2020
- Fay und das Geheimnis von Glaston Castle, deepwater, 2020
- Das Camp, deepwater, 2020
- Alone @ Home, deepwater, 2020
- Jojo und die Wunschfee, deepwater, 2021
- Der Schacht, deepwater, 2021
- Ein BISSchen anders – Kleine Vampire, deepwater, 2021
- Popstars, deepwater, 2021
- Magic Island '78, deepwater, 2021
- Pädophil, deepwater, 2022
- B.F.F. – Best Friends Forever – Staffel 1 (Hörspielreihe, 6 Episoden), deepwater, 2022
- Der Kreuzzug der Kinder (Hörspielreihe, 6 Episoden), deepwater, 2023
- B.F.F. – Best Friends Forever – Staffel 2 (Hörspielreihe, 6 Episoden), deepwater, 2024
- B.F.F. – Best Friends Forever – Episode 13: Gefangen in der Zeitschleife, deepwater, 2024
- MOLLY FINNEGAN - Episode 1: Artus, deepwater, 2024
- Die Rettung der schwarzen Cobra - Interaktives Hörspiel, deepwater, 2025
- Die Entführte Wüstenprinzessin - Interaktives Hörspiel, deepwater, 2025
- Die Geheimnisvolle Grotte - Interaktives Hörspiel, deepwater, 2025
- B.F.F. – Best Friends Forever – Episode 14: Ach wie gut, dass niemand weiß …, deepwater, 2025
- Expedition Sonnentempel - Interaktives Hörspiel, deepwater, 2025
- UPGRADE - Eine Futureske, deepwater, 2025

## Film
- 2009: Fragile – Vorsicht Zerbrechlich
- 2021: The Making Of Magic Island '78 (Dokumentation)